# Antonio Ferrigno

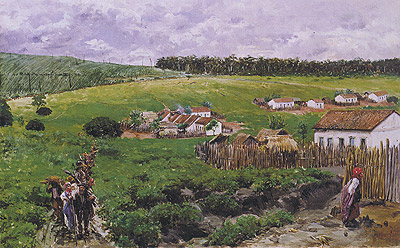
Colonos indo ao trabalho, Fazenda Victória.
Quadro de Antonio Ferrigno.

Antonio Ferrigno (Maiori, 22 de dezembro de 1863 – Salerno, 12 de dezembro de 1940) foi um pintor italiano da Scuola di Maiori. 
Seu pai, Vincenzo trabalhava no campo e sua mãe, Maria Giuseppa Pisani, cuidava da casa dos filhos. O pintor tinha um irmão mais velho, que tornou-se pintor e decorador.
Veio a São Paulo – Brasil no ano de 1893, onde permaneceu até 1905. Ficou conhecido como “o pintor do café”, devido às telas que executou a convite do Conde da Serra Negra, Manuel Ernesto da Conceição. O cafeicultor o contratou para retratar sua fazenda, Victória, em Botucatu, no interior de São Paulo.
Após o fato, durante sua estadia em São Paulo, fez diversas viagens em companhia do pintor Rosalbino Santoro, pelo interior do Estado. Ferrigno continuou a retratar produções cafeeiras, reproduzindo as etapas do plantio do café, como na série de quadros “Fazenda Santa Gertrudes”. Foi consultado por diversos produtores interessados em ter suas terras retratadas por ele. Teve outras telas importantes, como As Lavadeiras (1896) e A mulata quitandeira (1902).

## Formação
Antônio Ferrigno foi um dos muitos pintores do final do século XIX que viveram na Costa Amalfitana. Estudou pintura em Nápoles, com Giacomo Di Chirico (Veneza, 1844 – Nápoles, 1883. Pintor italiano da elite de Nápoles), nascido em Lucca, que lecionava em Nápoles e passava temporadas em Maiori. Aos dezenove anos, ganhou uma bolsa de estudos em Salerno, dessa forma, pode matricular-se na Academia de Belas Artes de Nápoles. Ali, entre 1883 e 1885, frequentou o curso de escultura de Stanislao Lista (1824-1908). Em sua grade curricular, estavam inclusas aulas de desenho, que o auxiliaram a aprender a trabalhar com claros e escuros, além da pintura ao natural.
Também praticou a pintura ao natural com Teofilo Patini (1840-1906), professor incutido de ideais sociais, comuns na região de Nápoles em 1880.
Em 1884, foi premiado em pintura na Academia e participou das mostras da Promotrice Napolitana, da Academia de Belas Artes de Brera e da XXXI Mostra da Società Promotrice de Belle Arti de Genova. Os temas eram todos sociais, retratando pessoas idosas, tristes e solitárias.
No mesmo período, entre 1884-1886, frequentou o curso do pintor Domenico Morelli (1826-1901), realizando cartões dos mosaicos para a fachada da catedral de Amalfi.

## Vinda ao Brasil

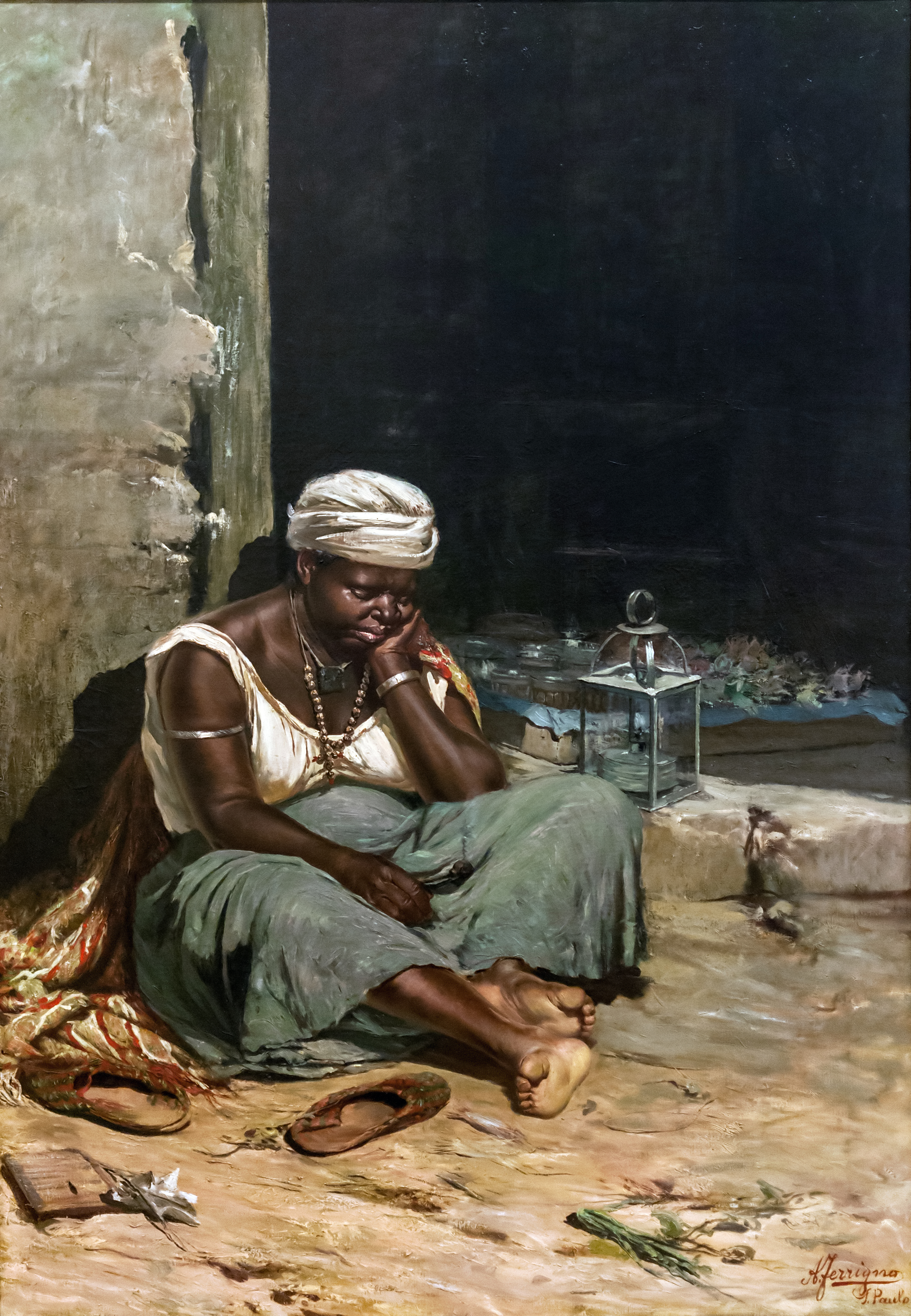
Mulata Quitandeira (1893), exposta na Pinacoteca de São Paulo.

Em 1893, Ferrigno resolveu viajar para o Brasil e embarcou com Luigi Paolillo (1864-1934), embora este tivesse indo à Argentina. Apesar de recém-casado e de um certo renome que já alcançara em Nápoles, o pintor viajou em busca de um outro lugar que lhe oferecesse a possibilidade de conseguir maior sucesso econômico e onde haviam paisagens interessantíssimas, segundo os relatos que recebia dos conterrâneos que já estavam no Brasil.
Quando aqui chegou, fixou-se em São Paulo. Por aquela época, a cidade crescia e se modernizava, com a instalação da luz elétrica. Fazendeiros do interior construíam casas na capital. A vida artística se tornava mais intensa. Havia bailes e saraus, e companhias de teatro e de ópera chegavam do Rio de Janeiro e da Europa.
Foi o litoral que de início encantou o recém-chegado, que pintou pequenas baías com casebres e barcos, pescadores puxando redes praias pedregosas. E povoava essas paisagens com pessoas em movimento e nas mais diversas posturas, crianças procurando conchas ou pescando, senhoras com chapéus e guarda-sóis coloridos, equilibrando-se nas pedras por onde faziam seus passeios. O mar azul ao fundo e o sol por todos os lados, projetando sombras escuras, produziam efeitos alegres de luz e sombra.
Também deteve em suas telas, a cidade, sendo hoje sua obra um dos mais importantes registros sobre a antiga São Paulo, caracterizando essas obras como pinturas históricas. Como gostava de pintar a água e os efeitos conseguidos por seus reflexos, escolheu sempre na paisagem urbana. Trechos com pontes como a velha Ponte Grande, olarias e portos de areia às margens do Rio Tietê, ou a Rua 25 de Março onde, na época, corria um riacho. A Rua 25 de Março teve várias versões nas telas do artista. Dessa paisagem urbana, ele fez um estudo, com certeza no local, em que captou só os elementos principais, completando-o depois em outras obras com quiosque, carroça e lavadeiras.

## O pintor do café

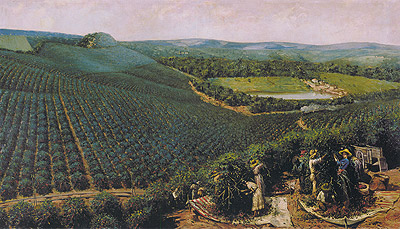
Fazenda Victória do Conde de Serra Negra, quadro de Antonio Ferrigno.

O artista ainda hoje é admirado como o pintor do café por ter retratado as fazendas de orgulhosos proprietários que queriam fixá-las em telas para suas salas. Muitos artistas se dedicavam a essa tarefa. Entretanto, no caso de Ferrigno, a projeção que alcançariam essas obras seria distinta, graças ao convite que recebeu de um dos mais ricos cafeicultores paulistas, o Conde de Serra Negra, para pintar sua fazenda Victória.
Nascido em Piracicaba em 1850, Manuel Ernesto da Conceição, Conde de Serra Negra, formara uma grande fazenda de café no município de Botucatu, florescente no último quartel do século XIX. Homem de grande atividade, ele abriria depois diversas outras fazendas ao longo da ferrovia do noroeste paulista. Em 1893 a lavoura de café vinha sofrendo diversas crises, devido principalmente à superprodução, a ponto de o governo sancionar uma lei limitando as plantações.
Os fazendeiros, preocupados, procuravam formas de remediar essa situação. Foi nessas circunstâncias que, em 1898, o Conde de Serra Negra teve a ideia de fazer uma grande campanha de propaganda do café brasileiro na Europa, visando inclusive a reverter a sua imagem negativa junto aos europeus. Com esse intuito, o conde chegou a fazer um acordo com outros 217 fazendeiros, que tinham se comprometido a enviar anualmente 1470 sacas de café à Europa, pelo espaço de três anos. Na mesma época, porém, a Sociedade Nacional de Agricultura teve uma ideia semelhante e começou a organizar um serviço de propaganda. Sem querer concorrer com um programa muito mais ambicioso, mas no qual seus próprios esforços eram ignorados, o Conde acabou vendendo em Santos as sacas de café que já recebera dos fazendeiros e reembolsando-os.
Entretanto, não desistiu de seus planos e, assim, embarcou em 1900 para a Europa. Nesse tempo, o café Santos era considerado o de pior qualidade no mercado europeu e o plano era reabilitar seu nome. Porém sua jornada acabou com a Primeira Guerra Mundial, em 1914, quando o governo francês tomou o café que estava no Porto de Havre, obrigando o Conde a voltar para o Brasil. Foi por volta de 1900 que Ferrigno conheceu o Conde, envolvendo-se, por causa dele, num projeto inédito de criação de obras de arte destinadas a servir de propaganda a um produto comercial brasileiro. Convidado pelo Conde de Serra Negra, passou meses hospedado em sua fazenda Victória para pintá-la. Produziu uma série de dez quadros que mostram cenas da vida e dos costumes do interior. O Conde levou todas as obras à Europa, onde fizeram parte de inúmeras exposições do Café de São Paulo nas capitais europeias.

## De volta à Itália
Após a última mostra feita no Brasil, expondo mais de 64 telas, Ferrigno vendeu suas obras a diversos colecionadores, o que lhe rendeu dinheiro o suficiente para retornar à Itália. O pintor pode voltar para a família e conhecer seu filho, Rodolfo. Chegou em Gênova em 1905, passou um tempo em San Remo e em seguida voltou a Salerno. Em 1913, conseguiu uma cátedra de professor de desenho da Escola Técnica. Manteve a vida de artista viva, participou de várias mostras importantes da Itália e fez parte do grupo de pintores de Maiori.
Em fevereiro de 1915, expôs suas obras com Luigi Paolillo, que retornara da Argentina, depois do grande sucesso obtido com as telas dedicadas à Terra do Fogo, que lhe haviam sido encomendadas pelo governo.
Nos anos de 1920 e 1930, Ferrigno dedicou-se a pintar os jardins de Ravello, de Vietri e Salerno. Esses jardins coloridos transportam o espectador a uma atmosfera de sonho. Cores fortes se entrelaçam com um brilho e vivacidade intensos. Com os anos, conquistou significativo renome entre a burguesia de Salerno. Todavia, o grupo de pintores de Maiori e Minori, do qual fazia parte, foi diminuindo com a morte de alguns deles. Ferrigno inventou diversos projetos para que o grupo pudesse se manter unido, produzindo em conjunto.
Em 1930, expôs em Túnis, com grande repercussão local. Em 1933, obteve o mesmo sucesso em uma exposição em Salerno, na qual festeja seus cinquenta anos de atividade artística. Continuou ativo por mais alguns anos, participando de todas as manifestações artísticas importantes de seu tempo, até o falecimento no dia 12 de dezembro de 1940, na mesma casa em Salerno onde morara por tantos anos.

## Crítica
A linguagem do artista é refinada, principalmente após a convivência com mestres italianos como Giacomo De Chirico (Veneza, 1844 – Nápoles, 1883). Adquire personalidade e valor iconográfico. Suas obras contem um sentimento peculiar do viajante moderno, com o olhar além das vistas, perceptível nas obras que reproduziu as costas de Amalfi, assim como outros pintores, tais como Scopetta, D’Amato, Capone e Rocco. Foi um dos protagonistas da pintura de Salerno.
Em Ferrigno, o desenho, a cor e a paisagem tornam-se elementos unificados de uma narrativa do tempo divididos pelo ritmo dos pensamentos e da imaginação. As emoções afloram em nuances tão autênticas quanto às praias da costa ou o azul do céu marinho. O pintor conjuga a arte fabuladora e imediata do tratamento instintivo, com os rastros de memória, transformando suas obras em trilhas da alma da peregrinação emotiva.
Suas obras no Brasil eram carregadas de tons nostálgicos, pela pátria longínqua. A partir de 1910, já de volta a Itália, as telas eram iluminadas por cores fortes e intensas, relembrando as paisagens latino-americanas.

## Cronologia
1863 – (Dezembro, 22) nasce em Maiori, província de Salerno, Itália
Estudou no Instituto Belas Artes de Nápoles, tendo sido aluno de Morelli e Giacomo DiChirico.
1882 – Expões em Nápoles: La mia pace.
1883 – Expõe Um Vecchio sergente, adquirida pelo Banco de Nápoles.
1884 – Expõe na Itália.
1888 – Expõe na Itália
1890 – O rei da Itália, Umberto I, compra A sera para a Galeria Nacional de Capodimonte.
1893 – Vem ao Brasil e se fixa em São Paulo.
1900 – (Junho) Expõe trabalhos executados sob encomenda: General Wehendoerff.
(Agosto) Expõe na Galeria Cristal, Rua 15 de Novembro: 3 quadros a óleo.
1902 – (Julho) Ajuda na organização e expõe na Exposição de Belas-artes e Indústria. Vende: A escola, Jardim, Olaria, Água parada, A comida está pronta, Desafinador.
Exposta ali: Baiana em descanso, A Luta pela vida (interior da fábrica de vidro), Paisagem paulista, Inundação na várzea do Carmo.
(Agosto) Expõe na Casa Aguiar: costumes brasileiros.
1903 – (Dezembro) Expõe no Banco Constructor: paisagens com o tema lavoura do café.
1904 – (Janeiro) Expõe os quadros da lavoura do café junto com Rosalbino Santoro (cenas de fazenda)
1905 – (Março) Expõe, na Rua 15 de Novembro, paisagens e marinhas.
Volta para a Itália, Salerno.
1911 – Expõe na Promotice Napolitana O inverno em São Paulo, adquirida pelo Duque de Aosta.
1914 – Participa do Salon dos Indépendents em Paris, com duas paisagens, e na Promotrice Per Il Pane e Spaccatore di Pietre.
Retoma o tema dos humildes.
1927 – Expõe 640 obras na 1ª Mostra Salernitana. Entre elas, Jardins tropicais, Allo specchio, Viale e su cantiere.
1940 – (Dezembro, 12) Morre em Salerno.
1946 – Retrospectiva com cem obras organizadas pelos artistas de Salerno.